# Benedikt Pfister
Benedikt («Beni») Samuel Pfister (* 3. September 1978) ist ein Schweizer Historiker.

## Leben
Der Sohn des Theologen Xaver Pfister studierte an der Universität Basel und in München Geschichte, Schweizer Geschichte und Medienwissenschaften. Nach dem Lizentiat an der Universität Basel im Jahr 2005 arbeitete er als freischaffender Historiker, u. a. als Verfasser von Jubiläumsschriften für den Gewerbeverband Basel-Stadt und die Metallunion Basel und Umgebung. Heute arbeitet er in einer Projektagentur und ist Öffentlichkeitsbeauftragter des Schweizerischen Roten Kreuzes Basel. In dieser Funktion war er 2013 Projektleiter und Mitautor des Buches Die Basler und das Rote Kreuz – 125 Jahre SRK Basel. Zudem verfasste Pfister Publikationen zur Geschichte der Mammut Sports Group, des Eishockeys in der Schweiz und der Geschichte der Katholiken in Basel im 20. Jahrhundert. Er ist im Vorstand von «JuAr Basel» (vormals Basler Freizeitaktion BFA), der wichtigsten Organisation in der Basler Jugendarbeit.
2014 gründete er die Basler Sportbar «Didi Offensiv» mit, die er seither als Teilhaber mitbetreibt.

## Schriften (Auswahl)
- Den Nazis die Stirn bieten: Die Ulmer Abiturienten im Nationalsozialismus, Saarbrücken: VDM, 2008, ISBN 978-3-639-09654-5 (überarbeitete Lizentiatsarbeit).
- Jubiläumsschrift 175 Jahre Gewerbeverband Basel-Stadt, Basel: Gewerbeverband Basel-Stadt, 2009.
- Metallunion Basel und Umgebung – zusammen erfolgreich. Typisch Metallbau: solid, elegant, innovativ seit 125 Jahren, Basel 2011.
- Autor der historischen Einleitung: 150 years stories, hrsg. von der Mammut Sports Group AG, Zürich: AS Verlag, 2011, ISBN 978-3-909111-87-9.
- Projektleiter und Mitautor: Die Basler und das Rote Kreuz. 125 SRK, Basel: Schweizerisches Rotes Kreuz Basel-Stadt, 2013, ISBN 978-3-033-03875-2.
- Die Katholiken entdecken Basel. Der Weg aus dem Milieu in die Gesellschaft, Basel: Christoph-Merian-Verlag, 2014, ISBN 978-3-85616-617-5.[3]
- mit Thomas Brückner: Wie viel Schweiz steckt im Symbol des Roten Kreuzes? Eine Spurensuche, in: Basler Zeitschrift für Geschichte und Altertumskunde 115 (2015), S. 193–206.